# Sân bay quốc tế Napoli
Sân bay quốc tế Napoli (IATA: NAP, ICAO: LIRN) là sân bay của Napoli, Italia. Sân bay tọa lạc tại quận Capodichino của Napoli. Sân bay này có 2 nhà ga, tuy nhiên nhà ga 2 tọa lạc xa sân bay và chỉ được sử dụng cho các chuyến bay thuê bao. Các hãng hoạt động ở đây có: Alitaila, Transavia, Air Malta and British Airways.

## Hãng hàng không và tuyến bay

### Thường lệ
| Hãng hàng không                                                   | Các điểm đến |
| ----------------------------------------------------------------- | --- |
| Aer Lingus                                                        | Theo mùa: Dublin |
| Air Arabia Maroc                                                  | Casablanca (bắt đầu từ ngày 29 Tháng 3 năm 2015) |
| Air France                                                        | Paris-Charles de Gaulle Theo mùa: Toulouse |
| Alitalia                                                          | Milan-Linate, Rome-Fiumicino |
| Alitalia vận hành bởi Alitalia CityLiner                          | Milan-Linate, Rome-Fiumicino |
| Alitalia                                                          | Catania, Palermo, Rome-Fiumicino |
| Alitalia vận hành bởi Mistral Air                                 | Trieste, Turin |
| Austrian Airlines                                                 | Theo mùa: Viên (tiếp tục lại từ ngày 1/4/2015) |
| Blue Air                                                          | Bucharest |
| British Airways                                                   | Sân bay quốc tế London-Gatwick |
| Brussels Airlines                                                 | Theo mùa: Brussels |
| easyJet                                                           | Athens (bắt đầu từ ngày 30 Tháng 3 năm 2015), Berlin–Schönefeld, Brussels, Catania, Hamburg, London–Gatwick, London–Luton, London–Stansted, Milan–Malpensa, Nice, Paris–Charles de Gaulle, Paris–Orly, Venice Theo mùa: Bristol, Corfu, Edinburgh, Ibiza, Liverpool, Malta, Mykonos, Olbia (bắt đầu từ ngày 28 Tháng 6 năm 2015), Palma de Mallorca |
| easyJet Switzerland                                               | Basel/Mulhouse, Geneva |
| Finnair                                                           | Theo mùa: Helsinki (bắt đầu từ ngày 25 Tháng 5 năm 2015) |
| Germanwings                                                       | Cologne/Bonn, Düsseldorf, Stuttgart Theo mùa: Hannover |
| HOP!                                                              | Theo mùa: Lyon |
| Iberia vận hành bởi Air Nostrum                                   | Theo mùa: Madrid |
| Iberia Express                                                    | Theo mùa: Madrid (bắt đầu từ ngày 29 Tháng 6 năm 2015) |
| InterSky                                                          | Theo mùa: Memmingen |
| Jetairfly                                                         | Theo mùa: Brussels |
| Lufthansa                                                         | Frankfurt, Munich |
| Luxair                                                            | Theo mùa: Luxembourg |
| Meridiana                                                         | Bologna, Cagliari, Catania, Genoa, London-Gatwick, Madrid, Milan-Linate, Moscow-Domodedovo, Turin, Venice-Marco Polo, Verona Theo mùa: Mykonos, Nice, New York-JFK, Olbia, Rhodes, Santorini |
| S7 Airlines                                                       | Theo mùa: Moscow-Domodedovo (bắt đầu từ ngày 2 tháng 5, 2015) |
| Scandinavian Airlines                                             | Theo mùa: Copenhagen |
| SmartWings vận hành bởi Travel Service Airlines                   | Theo mùa: Prague |
| Swiss International Air Lines vận hành bởi Swiss Global Air Lines | Zürich (bắt đầu từ ngày 29 Tháng 3 năm 2015) |
| Sun d'Or International Airlines vận hành bởi El Al                | Tel Aviv-Ben Gurion (bắt đầu từ ngày 30 Tháng 3 năm 2015) |
| Thomas Cook Airlines                                              | Theo mùa: Manchester, sân bay quốc tế London-Gatwick |
| Transavia.com                                                     | Amsterdam, Eindhoven (ngừng từ ngày ngày 29 tháng 3 năm 2014) |
| Transavia.com France                                              | Sân bay quốc tế Paris-Orly |
| TunisAir Express                                                  | Tunis |
| Turkish Airlines                                                  | Sân bay Atatürk Istanbul |
| Volotea                                                           | Genoa, Palermo Theo mùa: Bordeaux, Heraklion (bắt đầu từ ngày 30 Tháng 6 năm 2015), Mykonos, Nantes, Olbia, Santorini, Skiathos (bắt đầu từ ngày 30 Tháng 6 năm 2015) |
| Vueling                                                           | Barcelona |
| Wizz Air                                                          | Bucharest, Budapest, Katowice, Prague, Sofia (bắt đầu từ ngày 16 Tháng 9 năm 2015) |
| XL Airways France                                                 | Theo mùa: Paris-Charles de Gaulle |

### Thuê chuyến
| Hãng hàng không | Các điểm đến |
| --------------- | --- |
| Air Kärnten     | Theo mùa: Klagenfurt (bắt đầu từ ngày 23 Tháng 5 năm 2015) |
| Meridiana       | Theo mùa: Heraklion, Ibiza, Lourdes, Palma de Mallorca, Zakynthos |
| Mistral Air     | Mostar Theo mùa: Corfu, Zakynthos |
| Rossiya         | Theo mùa: St Petersburg |
| Thomson Airways | Theo mùa: Birmingham, Bristol, East Midlands, Glasgow, London-Gatwick, sân bay quốc tế London-Luton (bắt đầu từ ngày 15 Tháng 5 năm 2015), Manchester, Newcastle upon Tyne |